# Saison 1947-1948 du Stade Olympique Montpelliérain
Maillots
Chronologie
Saison précédente Saison suivante
La saison 1947-1948 du SO Montpelliérain a vu le club évoluer en Division 1 pour la deuxième saison consécutive.
Le club héraultais va connaître une saison moyenne, pour terminer à la 15e place du championnat.
En Coupe de France, les somistes vont chuter dès les seizièmes de finale, contre le CS Metz.

## Joueurs et staff

### Transferts
| Été 1947        |             |                     |                        |                    |
| Nom             | Nationalité | Transfert           | Provenance/Destination | Division           |
| Arrivées        |             |                     |                        |                    |
| Antoine Pons    | France      | Premier contrat pro |                        |                    |
| René Démaret    | France      | Transfert           | US Valenciennes-Anzin  | Division 2         |
| Bruno Zboralski | France      | Transfert           | SC Douai               | Division 2         |
| Départs         |             |                     |                        |                    |
| André Champel   | France      | Transfert           | AS Monaco              | Division d'Honneur |
| Hippolyte Brun  | France      | Transfert           | AS avignonnaise        | Division 2         |
| Louis Favre     | France      | Transfert           | Red Star               | Division 1         |

| Hiver 1947-1948 |             |           |                        |            |
| Nom             | Nationalité | Transfert | Provenance/Destination | Division   |
| Départs         |             |           |                        |            |
| Jean Miramond   | France      | Transfert | FC Sète                | Division 1 |

## Rencontres de la saison

### Division 1
| Tour       | Adversaire             | Lieu | Résultat |
| Journée 1  | CS Metz                | Ext. | 0-1      |
| Journée 2  | FC Sochaux-Montbéliard | Dom. | 2-0      |
| Journée 3  | FC Nancy               | Ext. | 2-2      |
| Journée 4  | Toulouse FC            | Dom. | 1-3      |
| Journée 5  | Olympique de Marseille | Ext. | 1-2      |
| Journée 6  | Stade français         | Dom. | 6-2      |
| Journée 7  | Stade de Reims         | Dom. | 2-3      |
| Journée 8  | AS Cannes              | Ext. | 1-1      |
| Journée 9  | Lille OSC              | Dom. | 0-1      |
| Journée 10 | Red Star               | Ext. | 4-3      |
| Journée 11 | RC Strasbourg          | Dom. | 1-1      |
| Journée 12 | AS Saint-Étienne       | Ext. | 2-2      |
| Journée 13 | Stade rennais UC       | Dom. | 2-2      |
| Journée 14 | FC Sète                | Ext. | 1-0      |
| Journée 15 | Olympique d'Alès       | Dom. | 1-3      |
| Journée 16 | Racing Club de Paris   | Ext. | 1-6      |
| Journée 17 | CO Roubaix-Tourcoing   | Dom. | 1-1      |
| Journée 18 | CS Metz                | Dom. | 5-2      |
| Journée 19 | FC Sochaux-Montbéliard | Ext. | 0-1      |
| Journée 20 | FC Nancy               | Dom. | 3-1      |
| Journée 21 | Toulouse FC            | Ext. | 2-4      |
| Journée 22 | AS Cannes              | Dom. | 0-2      |
| Journée 23 | Stade de Reims         | Ext. | 0-1      |
| Journée 24 | Olympique de Marseille | Dom. | 1-0      |
| Journée 25 | Lille OSC              | Ext. | 1-4      |
| Journée 26 | Stade français         | Ext. | 1-4      |
| Journée 27 | Red Star               | Dom. | 0-0      |
| Journée 28 | RC Strasbourg          | Ext. | 1-0      |
| Journée 29 | AS Saint-Étienne       | Dom. | 2-0      |
| Journée 30 | Stade rennais UC       | Ext. | 1-4      |
| Journée 31 | FC Sète                | Dom. | 1-1      |
| Journée 32 | Olympique d'Alès       | Ext. | 0-3      |
| Journée 33 | Racing Club de Paris   | Dom. | 6-0      |
| Journée 34 | CO Roubaix-Tourcoing   | Ext. | 0-7      |

### Coupe de France
| Tour                         | Adversaire                        | Lieu             | Résultat |
| 6e tour                      | AS Brignoles (Division d'Honneur) | Toulon           | 4-0      |
| 1/32e de finale              | RC Strasbourg (Division 1)        | Parc des Princes | 2-1      |
| 1/16e de finale              | CS Metz (Division 1)              | Lyon             | 1-1      |
| 1/16e de finale Match rejoué | CS Metz (Division 1)              | Parc des Princes | 4-0      |

## Statistiques

### Statistiques collectives
| Compétition     | Débute au tour | Place ou tour final | Matches joués | Gagnés | Nuls | Perdus | Buts pour | Buts contre | Différence |
| Division 1      | -              | 15e                 | 34            | 10     | 8    | 16     | 52        | 67          | -15        |
| Coupe de France | 6e tour        | 1/16e de finale     | 4             | 2      | 1    | 1      | 7         | 6           | +1         |
| Total           | -              | -                   | 38            | 12     | 9    | 17     | 59        | 73          | -14        |